# Gare de Barnes Bridge
La gare de Barnes Bridge (en anglais : Barnes Bridge railway station, est une gare ferroviaire de la  Hounslow Loop Line (en), en zone 3 Travelcard. Elle  est située sur la The Terrace  à Barnes dans le borough londonien de Richmond upon Thames sur le territoire du Grand Londres.
C'est une gare Network Rail desservie par des trains de la South Western Railway.

## Situation ferroviaire

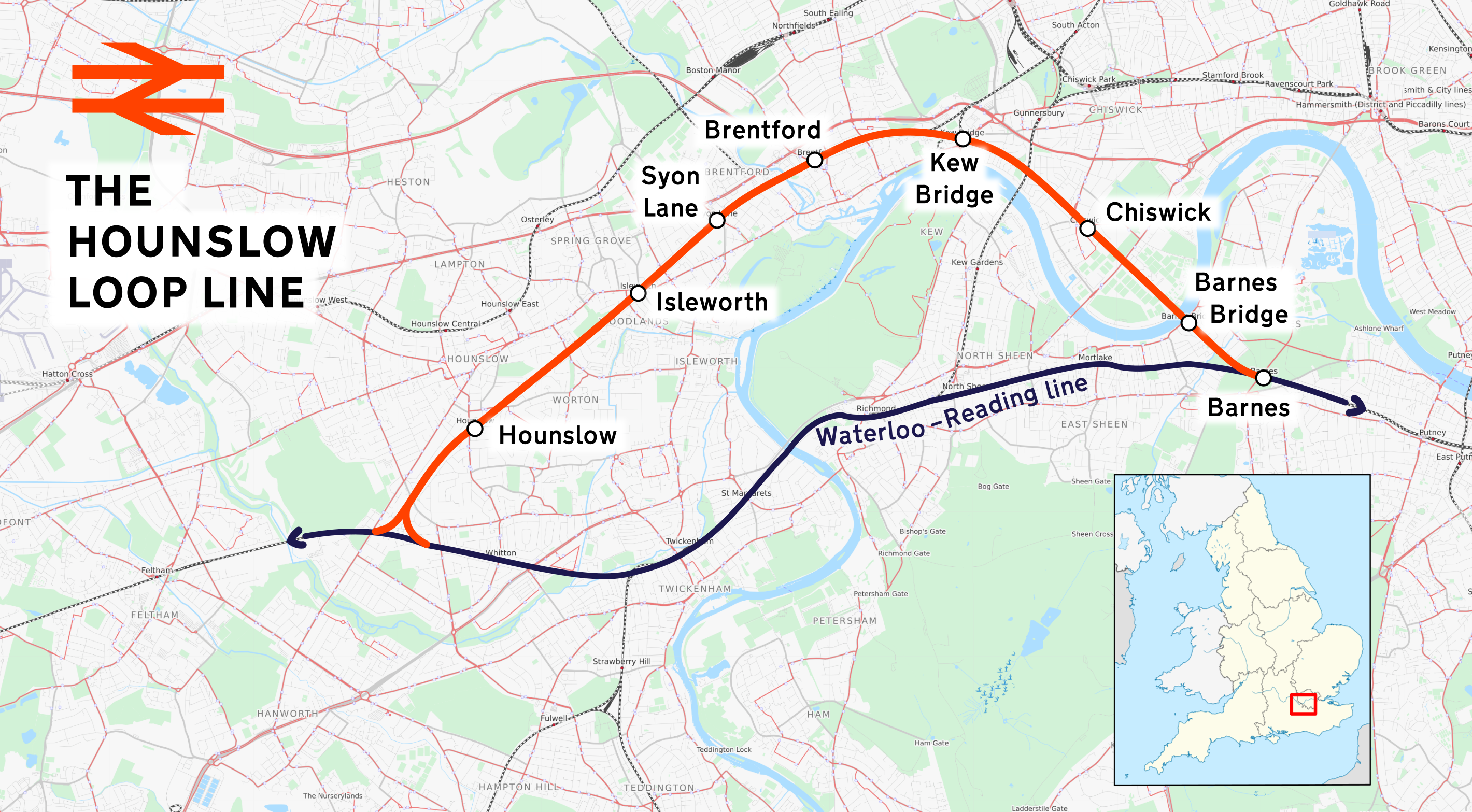
Plan de la Hounslow loop line

Gare de la  Hounslow Loop Line (en), elle est située entre les gares : de Chiswick, en direction de Hounslow, et Barnes.

## Service des voyageurs

### Desserte

Installations et desserte
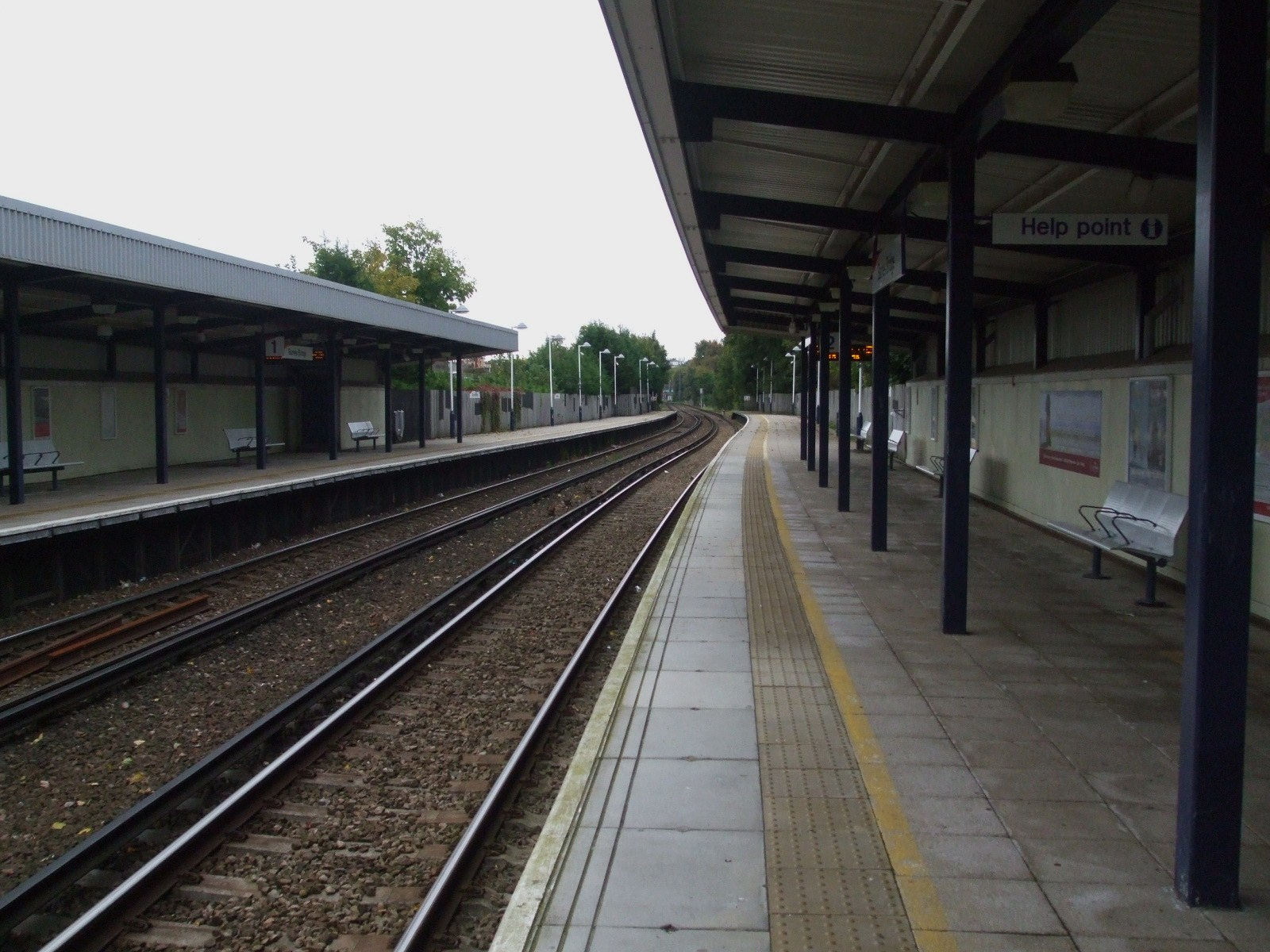
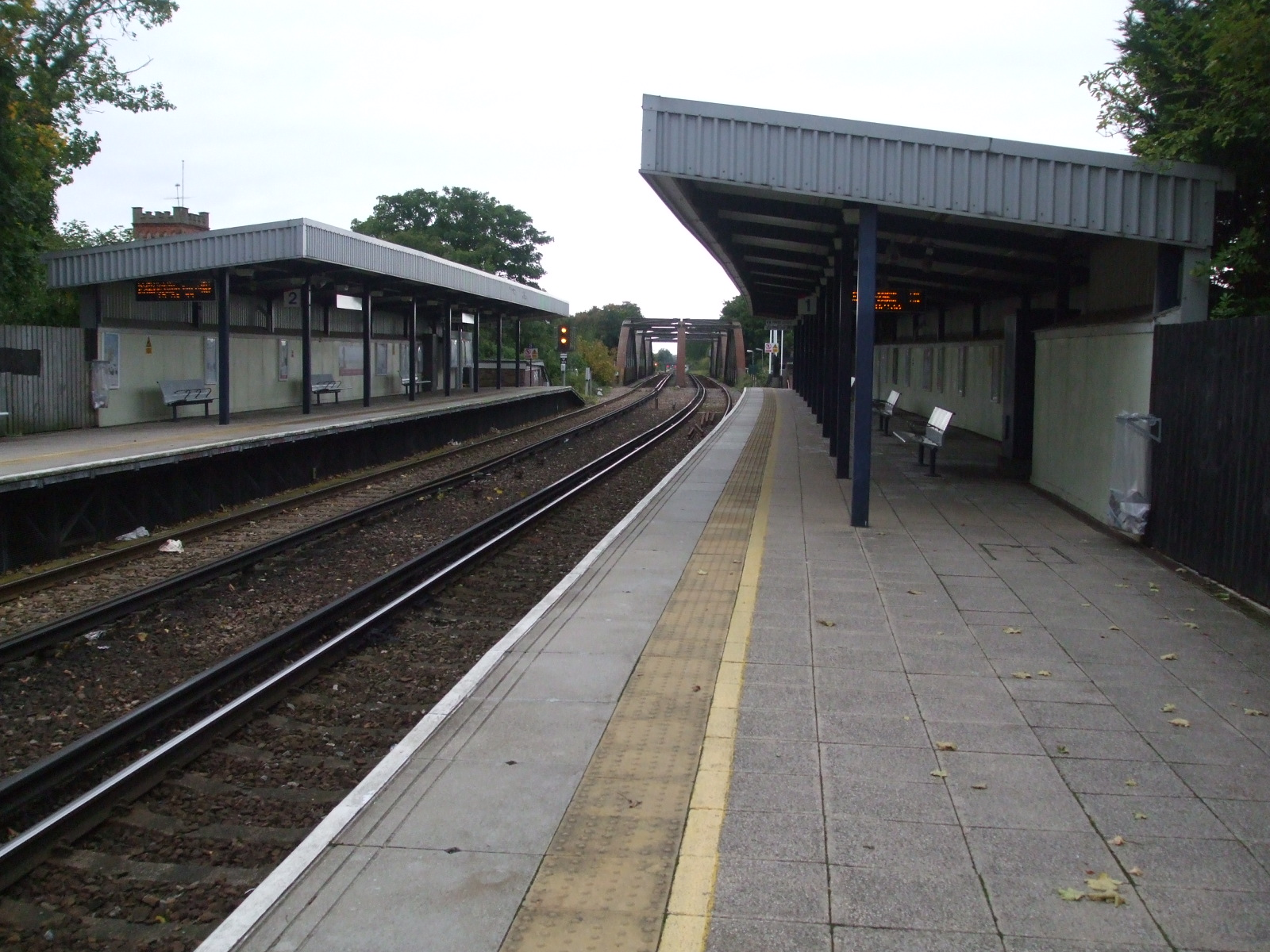
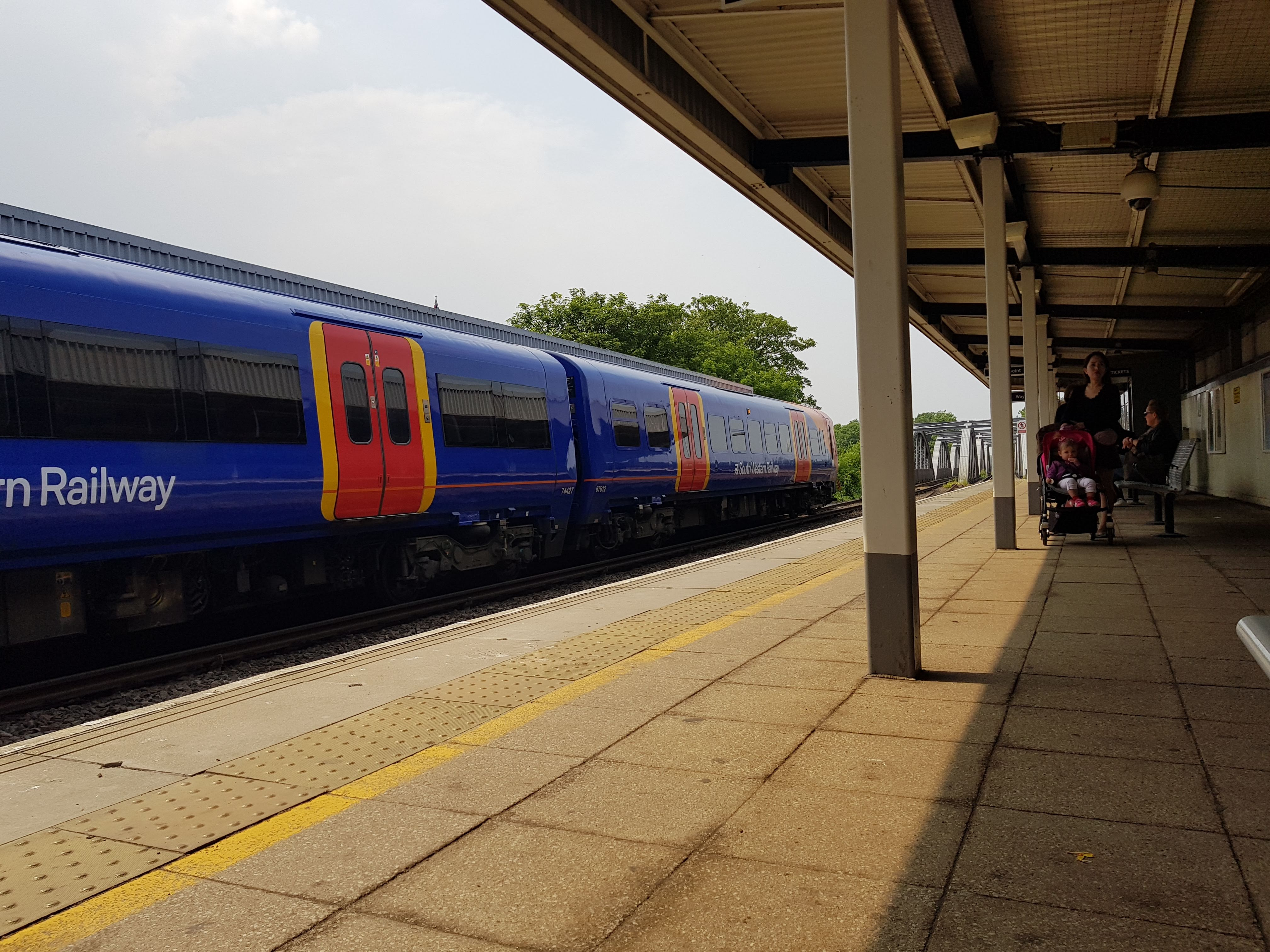